# Convento del Carmen (Onda)
El convento del Carmen de Onda, en la provincia de Castellón, Comunidad Valenciana, España, es el santuario Nuestra Señora de la Esperanza, de la cual tenían los ondenses fuerte devoción, y que sería proclamada Patrona de la Villa a principios del siglo XVI, siendo papa, Julio II. El convento fue construido sobre una antigua ermita, que según Pascual Madoz, dataría del año 1328, los Carmelitas la reedificarían alrededor del año 1437. 

## Historia
Fue abandonado por exclaustración forzosa de los frailes carmelitas que estaban allí, obligados por la desamortización de Mendizábal, en 1836; ese mismo año, el 2 de agosto, sufrió un incendio provocado por soldados de la Legión Portuguesa, integrados en las fuerzas liberal-cristinas, en plena Primera Guerra Carlista.
Se inició su restauración en 1879, cuando volvieron los frailes carmelitas, y se comenzó, el 26 de abril de 1891, bendecida por el obispo de la diócesis de Tortosa, la edificación del templo de estilo neogótico, inaugurándose para su uso y culto el 15 de julio de 1903, en víspera de la festividad de Nuestra Señora del Carmen. 
El 27 de julio de 1936 sufrió otro incendio, provocado esta vez por el saqueo y pillaje de milicias ligadas a una facción del Frente Popular, asesinando además a 12 hermanos carmelitas. Los frailes carmelitas que quedaron, no volvieron hasta el 5 de agosto de 1938, todo ello dentro del contexto de la guerra civil española.

## Arquitectura

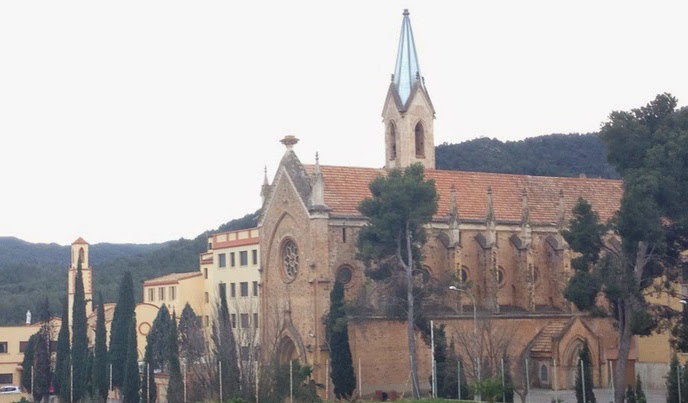
Vista exterior

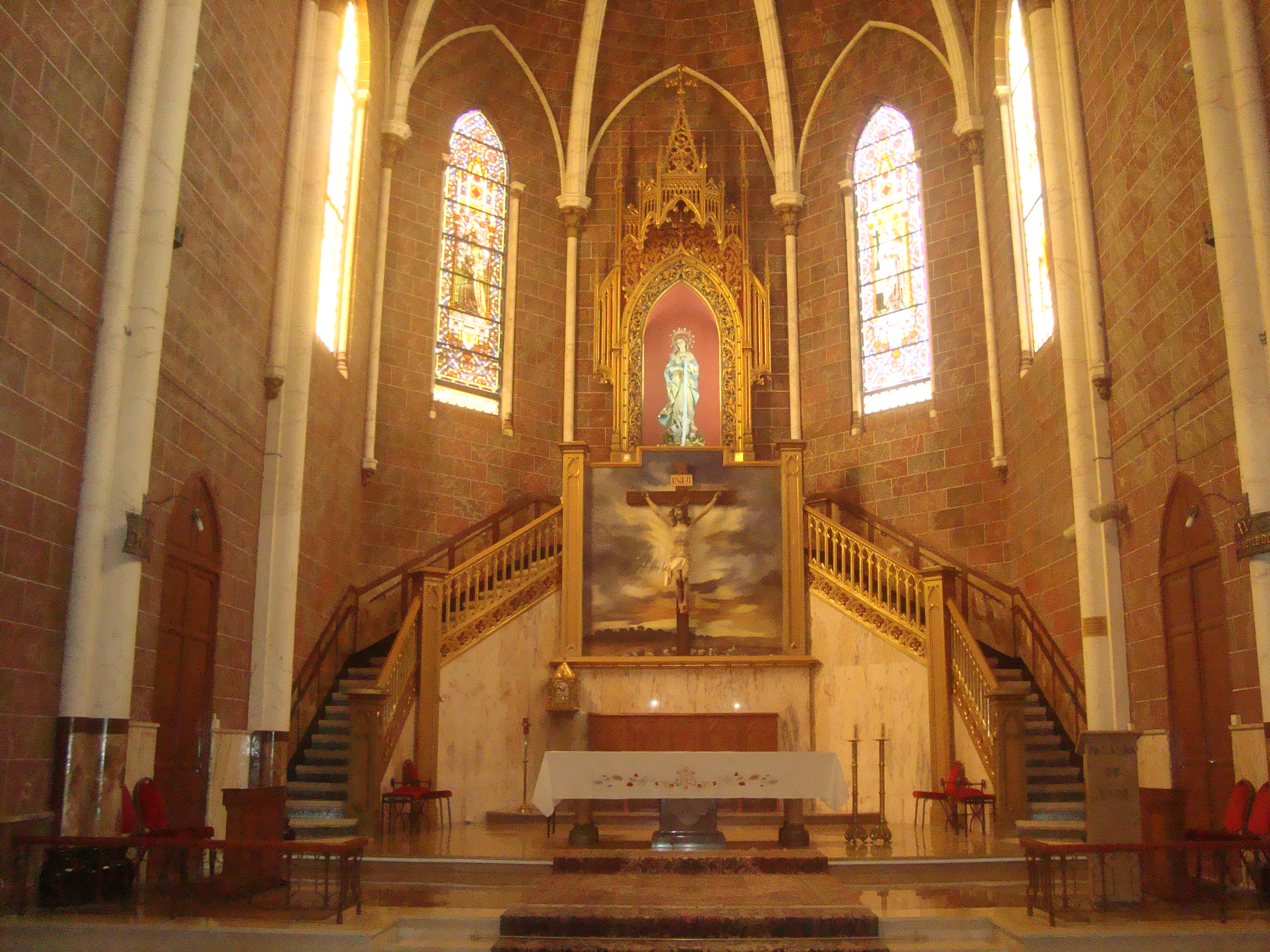
Iglesia del santuario

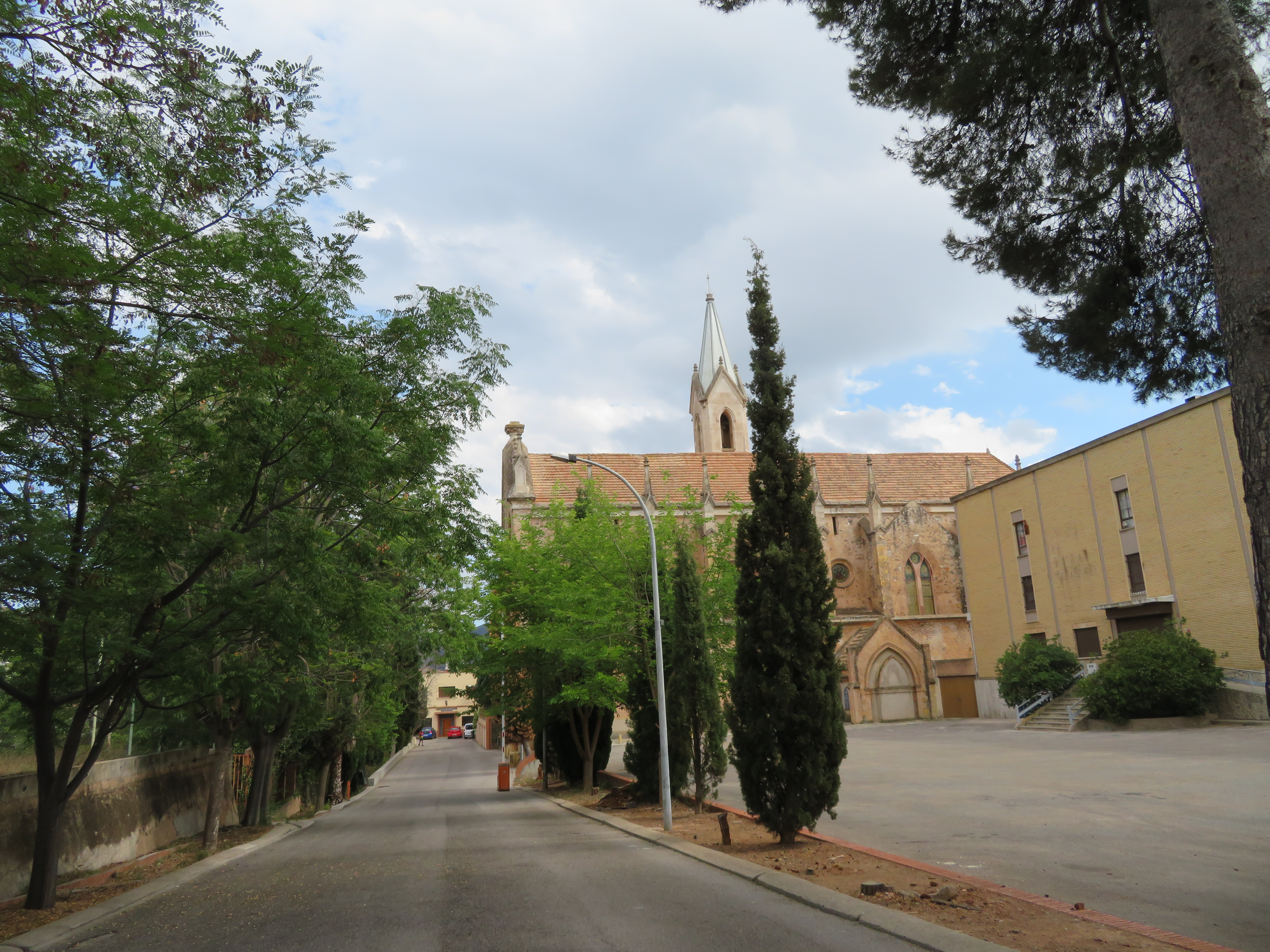
Convento del Carmen (Onda, Castellón).

El conjunto de edificaciones que constituyen el convento del Carmen está emplazado en una pequeña elevación junto al río Sonella. Las sucesivas construcciones no permiten tener una imagen clara del conjunto, del que destacan la iglesia primitiva y su campanario, así como la iglesia moderna y su correspondiente torre. Entre ellas un largo cuerpo de edificio de celdas y dependencias de la comunidad y, al otro lado de la iglesia, el Museo de Ciencias Naturales. 
De la primitiva iglesia quedan tres tramos, habiéndose derribado los restantes tras su destrucción en 1836. Fue utilizada de nuevo en 1880 hasta la construcción del nuevo templo. 
La iglesia nueva es de estilo neogótico, de una nave con cinco capillas laterales y coro sobre el acceso. Interiormente es construcción de bastante elevación, toda de mampostería y ladrillo. En la capilla quinta del lado del Evangelio existe, sin embargo, un arco de sillería de traza gótica embutido en el muro, que pudiera ser uno de los escasos restos de las construcciones primitivas del convento.